# Cinéma népalais

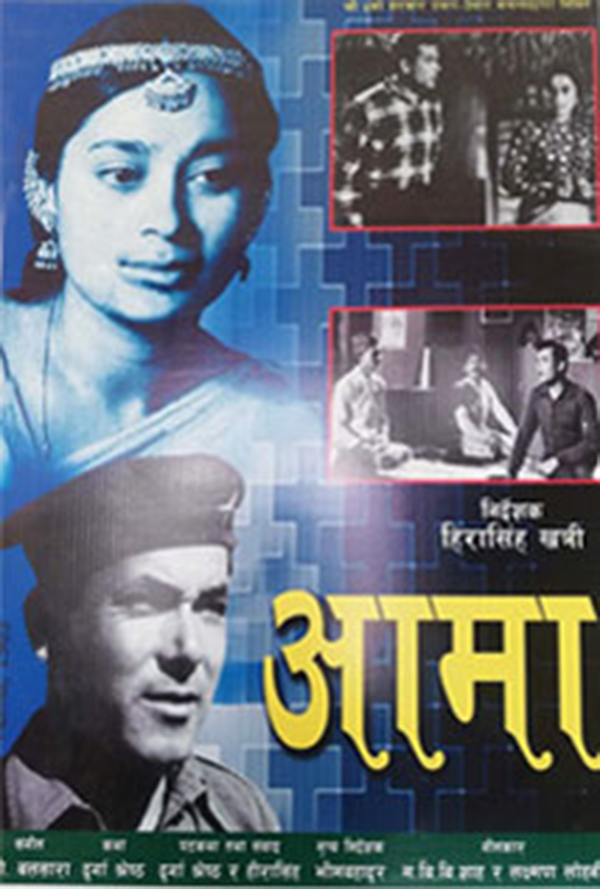
Aama.

Le cinéma népalais, au sens large, rassemble les productions cinématographiques réalisées en Népal ou considérées comme étant népalaises pour diverses raisons.
L'histoire du cinéma népalais aurait commencé avec Aama, un film produit par le gouvernement royal du Népal et sorti en salles le 7 octobre 1964, puis avec Satya Harishchandra de D. B. Pariyar, qui fut le premier film en langue népalaise, sorti le 14 septembre 1951 en Inde.
Le premier film en couleurs fut Kumari (en), produit par la Corporation royale du Film népalais en 1975/1977.
D'après le célèbre réalisateur népalais Suman Rimal, le premier film népalais en Inde fut Paral ko Aago, un film en noir et blanc produit par le gouvernement du Bengale de l'ouest, en Inde, en collaboration avec les studios Cineroma Movies Ltd. de Calcutta. Paral ko Aago a été réalisé par Pratap Subba, sur un scénario de Guru Prasad Mailali. 
Ces films ont pourtant perdu en popularité, et l'industrie du film au Népal en a beaucoup souffert.
La coproduction népalaise la plus célèbre[réf. nécessaire] en France est le film de 2000 d'Éric Valli, Himalaya : L'Enfance d'un chef.
Une autre coproduction, le film dramatique Shambala réalisé par Min Bahadur Bham est projeté en compétition en février 2024 au Festival international du film de Berlin. 

## Festivals
- Kathmandu International Mountain Film Festival (KIMFF), depuis 2003[1]